# Rex Stewart
Rex William Stewart jr (ur. 22 lutego 1907 w Filadelfii, zm. 7 września 1967 w Los Angeles) – afroamerykański kornecista jazzowy oraz publicysta muzyczny.

## Życiorys
Jako chłopiec uczył się gry na fortepianie i skrzypcach, ale ostatecznie wybrał kornet. Inspirował się grą Bixa Beiderbecke’a, Louisa Armstronga i „Bubbera” Miley’ego.
Porzucił szkołę średnią, żeby dołączyć do zespołu Ragtime Clowns, prowadzonego przez Olliego Blackwella. Następnie występował w orkiestrach grających na statkach wycieczkowych, pływających po rzece Potomak, oraz lokalnych zespołach w Filadelfii. 
W 1921 przeniósł się do Nowego Jorku. Współpracował w 1925 z zespołem bandżysty Elmera Snowdena. Rok później przeniósł się do orkiestry Fletchera Hendersona. Był jej członkiem do 1933 z ok. roczna przerwą, kiedy to występował w zespole brata Fletchera – Horace’a. W latach 1931–1932 grał także w gwiazdorskiej formacji McKinney’s Cotton Pickers. W 1933 prowadził orkiestrę nowojorskiego hotelu The Empire oraz doraźnie grywał w zespole Luisa Russella.  
Od 1934 przez jedenaście lat pracował w big-bandzie Duke’a Ellingtona, stając się jego gwiazdą. Występował z nim i nagrywał. Był współkompozytorem utworów Boy Meets Horn i Morning Glory, należących do stałego repertuaru zespołu. Ponadto sprawował nadzór nad osobnymi sesjami nagraniowymi członków orkiestry. W 1939 w stworzonym przez siebie kwartecie dokonał w Paryżu szeregu nagrań z gitarzystą Djangiem Reinhardtem. Po rozstaniu z Ellingtonem prowadził małe zespoły swingowe, będąc ich głównym solistą. W latach 1947–1951 należał do grupy czołowych muzyków jazzu, koncertujących w ramach Jazz at the Philharmonic. Wraz z JATP odbył kilka dużych tournées, m.in. w Europie i Australii. Ponadto w 1948 w wolnym czasie wykładał w Konserwatorium Paryskim.
Na początku lat. 50 kupił stary, wiejski dom w stanie New Jersey i tam zamieszkał. Przez niedługi czas był też właścicielem małej restauracji w pobliżu toru drag racingowego w stanie Vermont. Drugą bowiem – obok muzyki – jego pasją było gotowanie. Chciał nawet zostać wykwalifikowanym kucharzem i w tym celu podczas pobytu we Francji w latach 1948–1949 uczęszczał do znanej szkoły kucharskiej Le Cordon Bleu. W tym czasie miał swój cykliczny program radiowy w rozgłośni w Troy oraz regularnie gościł w telewizji lokalnej. W Bostonie kierował też stale, choć nieczęsto występującą orkiestrą. W latach 1957–1958 prowadził „odrodzony” big-band Fletchera Hendersona, z którym również nagrywał. Ponadto w 1958 i 1959 występował w klubie gitarzysty Eddiego Condona.
Chcąc być bliżej dzieci i żony Margie, w 1961 przeniósł się na Zachodnie Wybrzeże, choć jego syn – Paul Albert Hardy – pozostał w Nowym Jorku. W Los Angeles w większym zakresie niż dotychczas zajął się działalnością w mediach. Swoje teksty o tematyce jazzowej regularnie publikował w takich tytułach jak „Los Angeles Times”, „Playboy” i „DownBeat”. W jednej z rozgłośni radiowych współprowadził dwie audycje cykliczne: „Dixieland Doings” i „Things Aint What They Used to Be”. Nadal grał. Był członkiem zespołu występującego w programie „The Steve Allen Show”. Po przyjeździe do Los Angeles odnowił kontakt z dawnymi muzykami Ellingtona i grał z nimi we wspólnych jam sessions.
W swojej karierze miał związki z filmem. W epizodach pojawił się w obrazach: Hellzapoppin’ (1941) i Rendez-vous de juillet (reż. Jacques Becker, 1949). Wystąpił także w dokumentalnym filmie telewizyjnym The Sound of Jazz (1957) z cyklu The Seven Lively Arts.
Zmarł w Kalifornii na zawał serca. Miał 60 lat.

## Wybrana dyskografia
- 1953 Big Jazz (Atlantic)
- 1955 Rex Stewart Plays Duke Ellington (Grand Award Records)
- 1956 Rex Stewart and His Dixielanders – Dixieland Free-For-All (Jazztone)
- 1957 Cootie & Rex – The Big Challenge (Jazztone)
- 1959
  - Stewart–Williams and Co. – Porgy & Bess Revisited (Warner Bros.)
  - Chatter Jazz – The Talkative Horns of Rex Stewart and Dickie Wella (RCA Victor)
  - Henderson Homecoming – Rex Stewart Leads the Fletcher Henderson Alumni (United Artists Records)
  - Rendezvous with Rex (Felsted)
  - Redhead (Design Records)
- 1960
  - The Happy Jazz of Rex Stewart (Swingville)
  - Rex Stewart and the Ellingtonians (Riverside)
- 1969 The Rex Stewart Memorial Album (Prestige)
- 1976 The Roots Of Dixieland Jazz – Volume II – Rex Stewart–Vic Dickenson–Buster Bailey–Marty Napoleon–Pee Wee Erwin–Milt Hinton–George Wettling–Arvell Shaw–Claude Hopkins
- 1980 The Irrepressible Rex – Stewart Rex Stewart–John Dengler All-Stars (Jazzology)
- 1991 Swing Together! – Cootie Williams & Rex Stewart (Jazz & Jazz)
- 2004 Rex Stewart with the Alex Welsh Band (Jazzology)
- 2006 Rex Stewart-Stuff Smith – The 1963 St-Onge La Duets & Narration (AB Fable)

Zestawienie wg dat wydania płyt

## Publikacje
- W 1981 wydawnictwo Da Capo Press opublikowało książkę Jazz Masters of the 30s (ISBN 978-0306801594), zawierającą zbiór jego tekstów prasowych. Ostatni, dziękczynny rozdział napisał amerykański kompozytor Francis Thorne.
- W 1991 ukazała się jego autobiografia pt. Boy Meets Horn. Napisał ją przed wielu laty, a współcześnie opracowała Claire Gordon. Została wwydana przez University of Michigan Press (ISBN 978-0472082292).